# Tobias Müller (Regisseur)
Tobias Müller (* 1979 in Sigmaringen) ist ein deutscher Filmemacher. Er studierte Regie an der Filmakademie Baden-Württemberg und der Escuela International de Cine y TV auf Kuba. Sein Hochschulabschlussfilm "Mein Erlöser lebt" war 2009 für den First Steps Award nominiert, sein Dokumentarfilm Sauacker feierte beim Max-Ophüls-Festival 2012 Premiere.